# Politică înaltă
Politică înaltă este o operă literară scrisă de Ion Luca Caragiale și publicată în 1899.